# Zengo Yoshida
Zengo Yoshida (吉田 善吾?, Yoshida Zengo; Prefettura di Saga, 14 febbraio 1885 – 14 novembre 1966) è stato un ammiraglio giapponese, esperto nell'uso del siluro e veterano della prima guerra mondiale.
Tra gli anni 1920 e 1930 fece una brillante carriera che lo portò a ricoprire i più alti incarichi: comandante dell'incrociatore da battaglia Kongo e della nave da battaglia Mutsu, capo di stato maggiore della Flotta Combinata e comandante della 2ª Flotta. Il 1º dicembre 1937 succedette all'ammiraglio Osami Nagano al comando della Flotta Combinata, mantenendolo fino al 30 agosto 1939, quando fu sostituito dall'ammiraglio Isoroku Yamamoto. Il giorno precedente era divenuto ministro della Marina nel Gabinetto del Primo ministro Nobuyuki Abe, ricoprendo tale incarico anche nei successivi governi retti da Mitsumasa Yonai e Fumimaro Konoe. Tenace oppositore della firma del patto tripartito (così come dell'eventuale guerra contro gli Stati Uniti d'America), a causa di una malattia, ma più probabilmente per le forti pressioni esercitate dagli ambienti militari oramai orientati al conflitto contro Washington, si dimise il 5 ottobre 1940. Il 10 novembre 1942 divenne comandante della Flotta dell'Area cinese in sostituzione dell'ammiraglio Mineichi Kōga, mantenendo tale carica fino al dicembre 1943, quando fu sostituito dall'ammiraglio Nobutake Kondō. Il 3 maggio era intanto divenuto membro del Supremo Consiglio di Guerra, ruolo che ricoprì fino alla data del suo collocamento in pensione (1º giugno 1945)

## Biografia

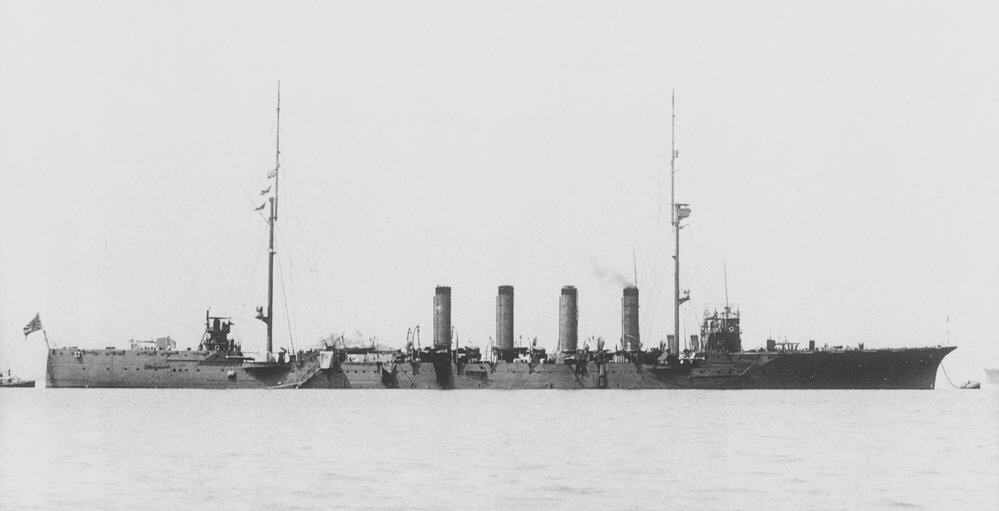
L'incrociatore protetto Hirado di cui Yoshida fu comandante nel 1924

Nacque nella prefettura di Saga, in una famiglia di poveri agricoltori, il 14 febbraio 1885. In seguito fu adottato dalla famiglia di un commerciante di riso locale che gli consentì di studiare. Ammesso come cadetto a frequentare la Imperiale accademia navale di Etajima (Kaigun Heigakkō),  32ª classe, ne uscì nel 1904, classificandosi al 12º posto su i 192 allievi della sua classe. Divenne aspirante guardiamarina il 14 novembre 1904, prestando servizio sulla nave appoggio sommergibili Karasaki. Il 31 agosto 1905 fu trasferito sull'incrociatore corazzato Kasuga, e venne promosso guardiamarina.
Promosso, si specializzò nell'uso dei siluri tra il 10 maggio e 7 agosto 1906 a bordo della nave da trasporto Anegawa. In seguito Dal 26 novembre 1906 frequentò il corso presso il Centro di addestramento per l'uso dell'artiglieria navale, e successivamente presso il Centro di addestramento all'uso dei siluri dal 15 aprile 1907. Trasferito in servizio sul cacciatorpediniere Asatsuyu il 5 agosto 1907, venne promosso sottotenente di vascello il 28 settembre dello stesso anno. Il 28 ottobre successivo fu trasferito in servizio sull'incrociatore protetto Hashidate, passando poi alla scuola siluristi il 20 novembre 1908, e con il gruppo addestrativo imbarcato il 23 aprile 1909. Dopo la sua promozione a tenente di vascello, decretata l'11 ottobre 1909, iniziò a prestare servizio come presso il distretto navale di Yokosuka.
Dal 1º dicembre frequentò il corso B della Scuola di guerra marittima di Tokyo (Kaigun Daigakkō), e dal 23 maggio 1910 il corso avanzato della Scuola siluristi. Rimase in servizio come istruttore presso quest'ultima tra il 1º dicembre e il 1º dicembre 1913, svolgendo nel contempo l'incarico di comandante di una torpediniera della 4ª Flottiglia torpediniere, e dal 1º aprile al 1º dicembre 1913 di una torpediniera della 2ª Flottiglia torpediniere.
Tra il 1º dicembre 1913 al 13 dicembre 1915 frequentò il Corso A presso la Scuola di guerra marittima di Tokyo, al termine del quale fu promosso capitano di corvetta, entrando in servizio come ufficiale della 3ª Flotta. Dal 1º dicembre 1917 al 25 aprile 1918 fu nuovamente in servizio come ufficiale presso il distretto marittimo di Yokosuka, e poi fu istruttore presso la scuola siluristi (25 aprile 1918- 20 novembre 1919) e presso la scuola di artiglieria (25 aprile-20 giugno 1918). Fu poi ufficiale presso lo stato maggiore della 1ª Flottiglia cacciatorpediniere (20 novembre 1919-3 giugno 1920, venendo promosso capitano di fregata il 1º dicembre 1919. Successivamente entrò in servizio presso il Dipartimento per l'addestramento del personale della flotta (3 giugno 1920), e il 12 maggio 1921 presso il Comando per l'addestramento del personale imbarcato sulle navi (Kaigun Kyoiku Honbu). Il 1º aprile 1923 fu trasferito in servizio al Dipartimento per l'addestramento del personale del Ministero della Marina.
Tra il 10 novembre 1923 e il 25 marzo 1924 fu capo della Sezione 2 del Dipartimento per l'addestramento del Ministero della Marina e fu promosso capitano di vascello il 1º dicembre 1923. Il 25 marzo 1924 assunse il comando dell'incrociatore protetto Hirado, e il 1º dicembre 1924 nominato capo di stato maggiore del distretto navale di Maizuru. Il 15 aprile 1925 fu trasferito in servizio presso lo stato maggiore della Marina al Ministero della Marina, e un mese dopo, il 15 maggio, divenne capo della Sezione 1 del Dipartimento degli affari navali sempre presso lo stesso Ministero.
Il 1º dicembre 1927 assunse il comando della nave da battaglia Kongo e, dal 10 dicembre 1928 passò a comandare la corazzata Mutsu. Promosso contrammiraglio il 30 novembre 1929, ricoprì svariati incarichi fino alla sua promozione a viceammiraglio avvenuta il 15 novembre 1934. Tra il 1º dicembre 1936 e il 1º dicembre 1937 fu comandante della 2ª Flotta, succedendo quindi all'ammiraglio Osami Nagano al comando della Flotta Combinata. Ricoprì tale incarico fino al 30 agosto 1939, quando fu sostituito dall'ammiraglio Isoroku Yamamoto, per assumere quello prestigioso di ministro della Marina sostituendo l'ammiraglio Mitsumasa Yonai. Esercitò tale incarico nei Gabinetti dei primi ministri Nobuyuki Abe, Mitsumasa Yonai e Fumimaro Konoe.
Come ministro della Marina fu un veemente oppositore alla firma del patto tripartito tra Giappone, Germania nazista e Italia fascista. Si oppose fortemente anche all'idea di una guerra contro gli Stati Uniti d'America. Costretto a rassegnare le dimissioni a causa di una malattia il 5 settembre 1940, sostituito dall'ammiraglio Koshirō Oikawa, la firma del trattato, nonostante i suoi forti dubbi, avvenne a Berlino il 27 dello stesso mese. Promosso ammiraglio  il 15 novembre, il 10 agosto dell'anno successivo l'ammiraglio Yamamoto gli rivelò, in via confidenziale durante un loro incontro a bordo della nave da battaglia Nagato, ammiraglia della flotta, il piano d'attacco contro la flotta americana di stanza a Pearl Harbor (Hawaii), che avrebbe dato il via alla guerra contro gli Stati Uniti d'Amarica cui, per altro, i due si opponevano.
Il 10 novembre 1942, gli fu assegnato un comando operativo, ovvero la Flotta dell'Area cinese in sostituzione di Mineichi Kōga. Mantenne tale comando fino al dicembre 1943, quando venne sostituito dall'ammiraglio Nobutake Kondō. Il 3 maggio 1943 divenne membro del Supremo Consiglio di Guerra, e vi fece parte fino alla data del suo collocamento in pensione, avvenuto il 1º giugno 1945. Il 3 maggio 1944 assunse anche l'incarico di comandante del 1º Distretto navale di Yokusuka, sostituendo l'ammiraglio Soemu Toyoda. Dopo la fine della guerra non fu in alcun modo perseguito dal Tribunale militare internazionale per l'Estremo Oriente, e si spense il 14 novembre 1966. La sua tomba si trova presso il cimitero di Tama, a Fuchū (Tokyo).
Nel film del 1970 Tora! Tora! Tora!, Yoshida è stato interpretato dall'attore giapponese Junya Usami.

### Annotazioni
1. ↑  Fu capo della 2ª Divisione (Gunreibu Daini-bu) dello stato maggiore della Marina, capo di stato maggiore della Flotta combinata e capo di stato maggiore della 1ª Flotta. Tra il 15 settembre 1933 e il 2 dicembre 1935 ricoprì la carica di direttore del Dipartimento degli affari navali (Gunmu-kyoku) presso il Ministero della Marina.
2. ↑  Allo stesso tempo, tra il 1º dicembre 1937 e il 30 agosto 1939, fu anche comandante della 1ª Flotta.

### Fonti
1. 1 2 3 4 5 6 7 8  Pacific War Encyclopedia.
2. ↑  Bradley 2014, p. 79.
3. ↑  Bradley 2014, p. 90.
4. ↑  Bradley 2014, p. 91.
5. ↑  Prange 1991, p. 184.
6. ↑  Zengo Yoshida, 81, ex-Navy Minister; Pre-War Official Is Dead Admiral Headed Fleet, in New York Times, New York, November 16, 1966, p. 47.